# 2C-B
2C-B, или 4-бромо-2,5-диметоксифенэтиламин (сленговые названия «сибирь», «тусиби») — психоактивное вещество, психоделик рода фенилэтиламинов. Входит в семейство 2C. Впервые синтезирован Александром Шульгиным в 1974 году.

## Употребление
В своей книге «PiHKAL» («Фенилэтиламины, которые я узнал и полюбил») Шульгин указал диапазон пероральных дозировок в 12—24 мг для солянокислой соли. В связи с особенностями синтеза, 2C-B чаще встречается в виде гидробромида, адекватные дозировки которого должны быть несколько больше. Доза 30 мг считается верхним рубежом, где риск пережить неприятные ощущения небольшой. Может применяться перорально (внутрь), внутримышечно, внутривенно, интраназально, выпаривание (курение, предпочтительно карбонат).
Дозировки:
| Способ приёма                                      | Средняя дозировка | Передозировка |
| -------------------------------------------------- | ----------------- | ------------- |
| Перорально                                         | 12—24 мг          | более 50 мг   |
| Интраназально                                      | 7—15 мг           | более 30 мг   |
| Внутримышечно                                      | 7—15 мг           | более 30 мг   |
| Внутривенно или ингаляционно(испарением карбоната) | 5—10 мг           | более 15 мг   |

Таблица с расчётом дозировок при пероральном приёме:
| 2C-B         | Доза перорально |
| ------------ | --------------- |
| Порог        | 2 мг—5 мг       |
| Слабая       | 5 мг—15 мг      |
| Обычная      | 15 мг—30 мг     |
| Сильная      | 25 мг—50 мг     |
| Сверхсильная | 60 мг — 100 мг  |

2C-B имеет горький вкус. При пероральном приёме первые эффекты становятся заметны через 30—50 минут, через 90 минут наступает плато. При интраназальном и внутримышечном приёме действие начинается через 1 минуту, плато наступает через 30 минут. При внутривенном приёме или ингаляции паров 2C-B действие начинается моментально, но время выхода на плато (сопровождаемого несколько неприятными ощущениями, например, тошнотой) составляет те же 30 минут.
Белоснежный гидрохлорид 2C-B (получаемый бромированием в ДХМ 2C-HxHCl) вызывает невероятно интенсивное ощущение жжения и щипания в носу, в отличие от употребляемого в большинстве случаев 2C-BxHBr (гидробромид), выпадающего в осадок на стадии бромирования основания 2C-H в ДХМ или GAA, имеющего обычно некоторую окраску («крем-брюле»). Это ощущение можно описать как максимальное, которое только может испытывать человек в носу.

## Эффекты
Медицинское применение вещества характерно сильными неприятными ощущениями, тошнотой (при приёме пищи перед употреблением), в течение получаса после внутримышечного введения, либо более длительными и более слабыми, при пероральном введении, во время так называемого «входа». Эффекты 2C-B описываются как нечто среднее между эффектами MDMA и LSD, однако не как их комбинация. Отмечают сильные зрительные галлюцинации, а также эмпатогенную составляющую воздействия вещества. Действие препарата продолжается приблизительно 4—8 часов в зависимости от дозировки и особенностей организма принимающего.

## Методы получения
Получение 2C-B из 2,5-диметоксибензальдегида:

## Правовой статус
Согласно перечню наркотических средств, считается наркотическим средством и запрещён к обороту на территории РФ. Согласно статьям 228, 228.1, 229 И 229.1 УК РФ значительным количеством вещества считается 0,01 г (10 мг), крупным — 0,5 г (500 мг), особо крупным — 10 г.